# キョロロン村

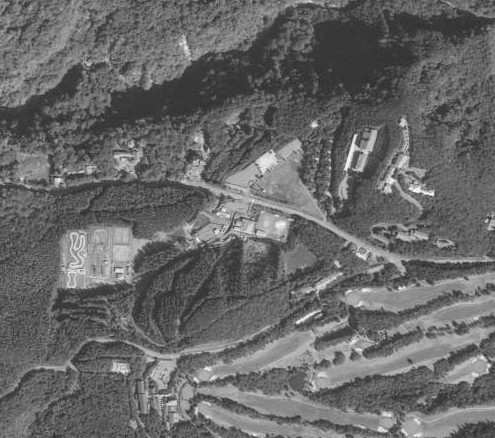
2000年に空撮されたキョロロン村。

西郷村家族旅行村キョロロン村（にしごうむらかぞくりょこうむらきょろろんむら）は、福島県西白河郡西郷村・日光国立公園内に存在した遊園地・レジャー施設。2020年4月以降閉鎖中である。

## 概要
1989年4月29日に開業。名前の由来は周囲の甲子高原に棲息するマミジロの鳴き声とされる。
入園無料（アトラクションごとに料金を設定）。上り坂をワイアーで吊り上げるスライダー「どきどきスライダー」を目玉に、ミニSLや四輪バギー、子供向けミニバイクなどのアトラクションとキャンプ場・バーベキュー場などを備える大規模な施設。1994年には新甲子温泉を利用した温浴施設「ちゃぽらんど西郷」もオープンした。
施設所有は村だが、運営は「西郷観光」に委託されていた。

## コロナ禍による閉鎖
立地の悪さ（後述）も相まってバブル期以降業績は伸び悩み、2019年度利用者数は1992年度ピーク時の7分の1まで落ち込んでいた。そして2020年の新型コロナウイルス感染拡大に伴う経済減退によって営業を停止、同年中に西郷観光も正式に解散し、以降「ちゃぽらんど」共々遊休状態である。
そのため村はサウンディング調査を行って跡地利用を模索しているが、国立公園内にあって土地を国が所有していることもあり調整が難航し、2025年3月現在まで合意に至っている企業はない。

## 交通
甲子トンネル開通前は白河市街からも30分以上かかる秘境に近い立地だったが、現在では会津と中通りの周遊ルートの一部とされることもあり、季節によっては白河発のバスが会津下郷・若松方面へ直通する。
- JR新白河駅から福島交通甲子線で「キョロロン村」下車。

## 注
1. ↑  現在もイベントなどで使用されることがある。

1. ↑  “西郷村の沿革|西郷村”. www.vill.nishigo.fukushima.jp. 2024年12月28日閲覧。
2. ↑  “ウェルカムふくしま！福島県の観光やおすすめ情報を発信 | 白河のポータルサイト　地元に密着した情報を発信”. shirakawa.welcome-fukushima.com. 2024年12月28日閲覧。
3. ↑  キョロロン村 (2015-05-26), キョロロン村 2024年12月28日閲覧。
4. 1 2 3 4 5  “過渡期を迎えた公設温浴施設【西郷編】”. www.seikeitohoku.com (2024年9月2日). 2024年12月28日閲覧。